# نهرين

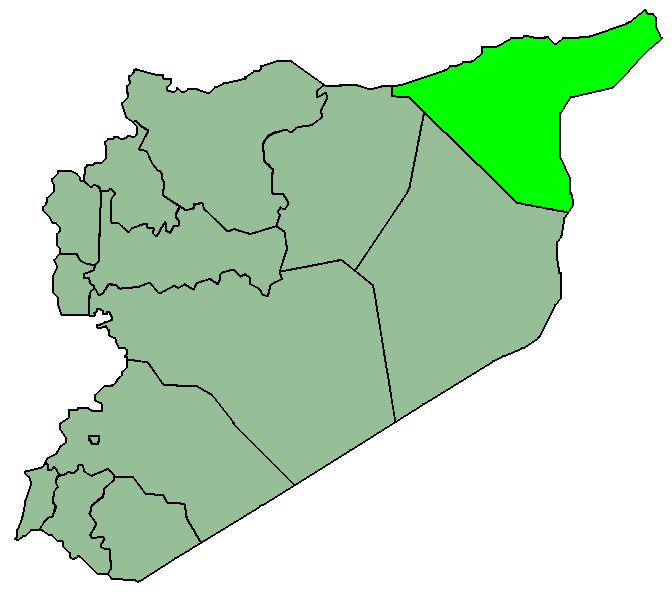
موقع الحسكة في سوريا.

نهرين مدينة ارامية سورية قديمة كانت موجدة في مكان مدينة الحسكة بسورية حاليًا.

## التسمية
سميت (نهرين) لالتقاء نهر الخابور بنهر الهرماس أو الجغجغ نهر جقجق في منطقة الجزيرة السورية .وكان ذلك في عهد الملك كيش ميسيليم في تلك الفترة.و تقع اليوم تحت الثكنة العسكرية التي بنيت في عهد السلطان عبد الحميد 1907م أما هيكل الإله شمشو أو شمش، يقع تحت بناء كنيسة الكلدان الحالية بمدينة الحسكة, وهي مبنية من حجارة بيضاء تميل للصفرة.وأما قصر الملك ميسيليم يقع تحت بناء كنيسة السريان الكاثوليك شمال كراج النجمة للسفريات حاليا في المدينة.

## الموقع
كانت تقع على عقدة مواصلات لطرق مختلفة سارت عليها القوافل قديماً ومنذ آلاف السنين وربما تعود تلك الطرق إلى أقدم الأزمنة في التاريخ منها:
1. طريق آتٍ من نصيبين وماردين ودارا والذاهبة نحو البصيرة فالجنوب.
2. طريق آتٍ من حران وجرابلس ورأس العين في الشمال من سورية المتجه نحو سنجار والحضر، وعقدة صفيا التي تبعد عن الحسكة 12كم.

## اثار المدينة
يتواجد حالياً بقايا لمدينة أثرية قديمة منها جسر قديم على نهر الجغجغ نهر جقجق ورسوم مدينة قديمة بُنيت من حجارة سوداء.